# Comté de Bomi
Pour les articles homonymes, voir Bomi.
Bomi est l’un des 15 comtés au Liberia. Sa capitale est Tubmanburg.

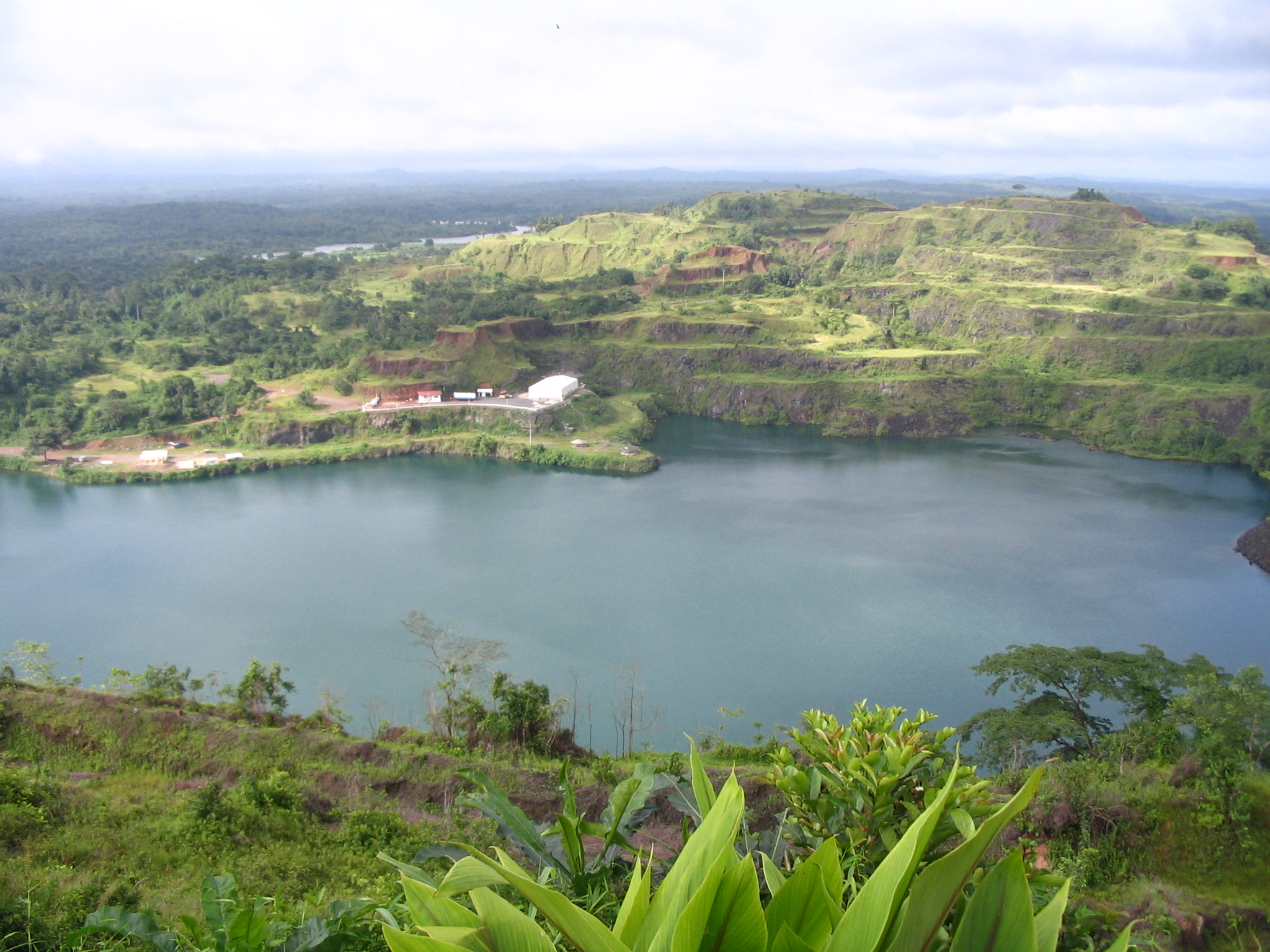
Bomi Lake

## Géographie
Le comté de Bomi est situé à l'ouest du pays. Au sud, il est bordé par l'océan Atlantique.

## Districts
Le comté est divisé en 4 districts :
- District de Dewoin
- District de Klay
- District de Mecca
- District de Senjeh